# Андреас Келлер
Андреас Келлер (нім. Andreas Keller, 1 жовтня 1965) — німецький хокеїст на траві.
Олімпійський чемпіон 1992 року, срібний призер 1984, 1988 років.